# Tweet And Sour
Tweet And Sour es un episodio de dibujos animados de Piolín y Silvestre dirigido por Friz Freleng, con guion de Warren Foster y producido por Edward Selzer. Fue estrenado por primera vez en los cines de EE. UU. el 24 de marzo de 1956.

## Argumento
Silvestre intenta evitar que un gato anaranjado atrape a Piolín. Si Silvestre le daña una sola pluma al canario, le advierte la Abuelita, lo venderá a la fábrica de cuerdas de violín.
- Datos: Q7857526